# Góra Włodowska (stacja kolejowa)
Góra Włodowska – stacja kolejowa w Górze Włodowskiej, w województwie śląskim, w Polsce. Znajduje się na linii CMK.